# Культура фуд-вессел
«Пищевые сосуды» (англ. Food Vessel) — характерная керамика Британии и Ирландии бронзового века, встречающаяся как в ингумационных, так и в кремационных погребениях. В российской археологической литературе, во избежание путаницы, английский термин обычно не переводится, а транслитерируется как фуд-вессел.
Датируются около 2400—1500 гг. до н. э. или 2100—1700 гг. до н. э.. Ранее использовался термин «культура пищевых сосудов» (культура фуд-вессел), который противопоставлялся культуре колоколовидных кубков, существовавшей в то же время в Атлантической Европе, ввиду разительных отличий между указанными двумя типами керамики.
В настоящее время термин «культура пищевых сосудов» считается устаревшим. Сами по себе «пищевые сосуды» делятся исследователями на два типа: традиция мисок (bowl tradition) — низких сосудов, высота которых меньше или равна максимальному диаметру, и традиция амфор (vase tradition) — высоких сосудов, высота которых превышает их максимальный диаметр.
Материал «пищевых сосудов» — грубый, иногда сосуды снабжены затейливой кромкой, в отличие от колоколовидных кубков, которые изготовлены из тонкой глины, однако имеют простые кромки. Пищевые сосуды обычно снабжены сложным декором, и имеют ту же форму, что и другие современные им сосуды, такие, как «урны с воротничком» (Collared Urns) и «сосуды-аксессуары» (Accessory Vessels), что позволяет предположить их происхождение от аналогичных сосудов эпохи неолита.
Наиболее ранние «пищевые сосуды» имеют форму миски. Впервые они появляются в Ирландии в период перехода от позднего неолита к бронзовому веку (около 2400 г. до н. э.). Вероятно, предшественницей «пищевых сосудов» являются «штампованная керамика» (Impressed Wares), встречавшиеся в Ирландии и Шотландии в раннем и среднем неолите. Традиция одиночных погребений, широко распространившаяся в то время в Западной Европе, является общей для пищевых сосудов и для колоколовидных кубков. Эти сосуды могли попасть в Ирландию через Британию из низин Германии вдоль Рейна или далее на севере. В Ирландии «пищевые сосуды» встречаются одновременно с колоколовидными кубками практически по всей её территории. В Британии пищевые сосуды впервые засвидетельстваны около 2200 г. до н. э. и были наиболее распространённой керамикой в то время, когда колоколовидные кубки вытеснила другая керамика, такие как «урны с кордоном» (Cordoned Urns) и «урны с воротничком» (Collared Urns). В Британии пищевые сосуды чаще всего встречались на севере.
На гробницах, где обычно встречаются сосуды типа фуд-вессел, также часто встречаются чашевидные знаки.